# Thomas Knudsen Hygom
Thomas Knudsen Hygom född omkring 1503 och död 5 januari 1581 i Ribe, där han begravdes inne i domkyrkan. Kyrkoherde i Hygom. Representerad i bland annat danska Psalmebog for Kirke og Hjem. 
Han var född till katolik och utbildad till präst i den katolska kyrkan, men sändes av dåvarande kungen på utbildning i den lutherska läran. Därefter ålades han att sammanställa en liturgi och psalmbok på danska, samt att gifta sig, vilket han gjorde. Far till prästen och psalmboksutgivaren Hans Thomissøn, och de var varandra behjälplig i insamlandet och översättningen av lämpliga psalmer från latin och tyska till danska i reformationens anda.

## Psalmer
- Den kristne kirkes alderdom, diktad 1569
- Min Gud, jeg gammel er og grå, diktad 1569